# Selce, Vojnik
Selce este o localitate din comuna Vojnik, Slovenia, cu o populație de 55 de locuitori.